# Корзања (Лука)
Корзања је насеље у Италији у округу Лука, региону Тоскана.
Према процени из 2011. у насељу је живело 662 становника. Насеље се налази на надморској висини од 341 м.